# Duganella rivi
Duganella rivi es una bacteria gramnegativa del género Duganella. Fue descrita en el año 2020. Su etimología hace referencia a río. Es anaerobia facultativa y móvil por varios flagelos. Tiene un tamaño de 0,9-1,1 μm de ancho por 2,4-3,1 μm de largo. Forma colonias pálidas y conexas. Temperatura de crecimiento entre 4-34 °C, óptima de 24 °C. Catalasa y oxidasa positivas. Es sensible a amikacina, gentamicina, kanamicina, neomicina, doxiciclina, norfloxacino, ciprofloxacino y vancomicina. Resistente a oxacilina y clindamicina. Tiene un contenido de G+C de 61,7%. Se ha aislado de un río en China. 